# Velký Ratmírov
Velký Ratmírov (deutsch Groß Rammerschlag) ist eine Gemeinde mit ca. 220 Einwohnern in Tschechien. Sie befindet sich sechs Kilometer nordwestlich von Jindřichův Hradec und gehört zum Okres Jindřichův Hradec.

## Geographie

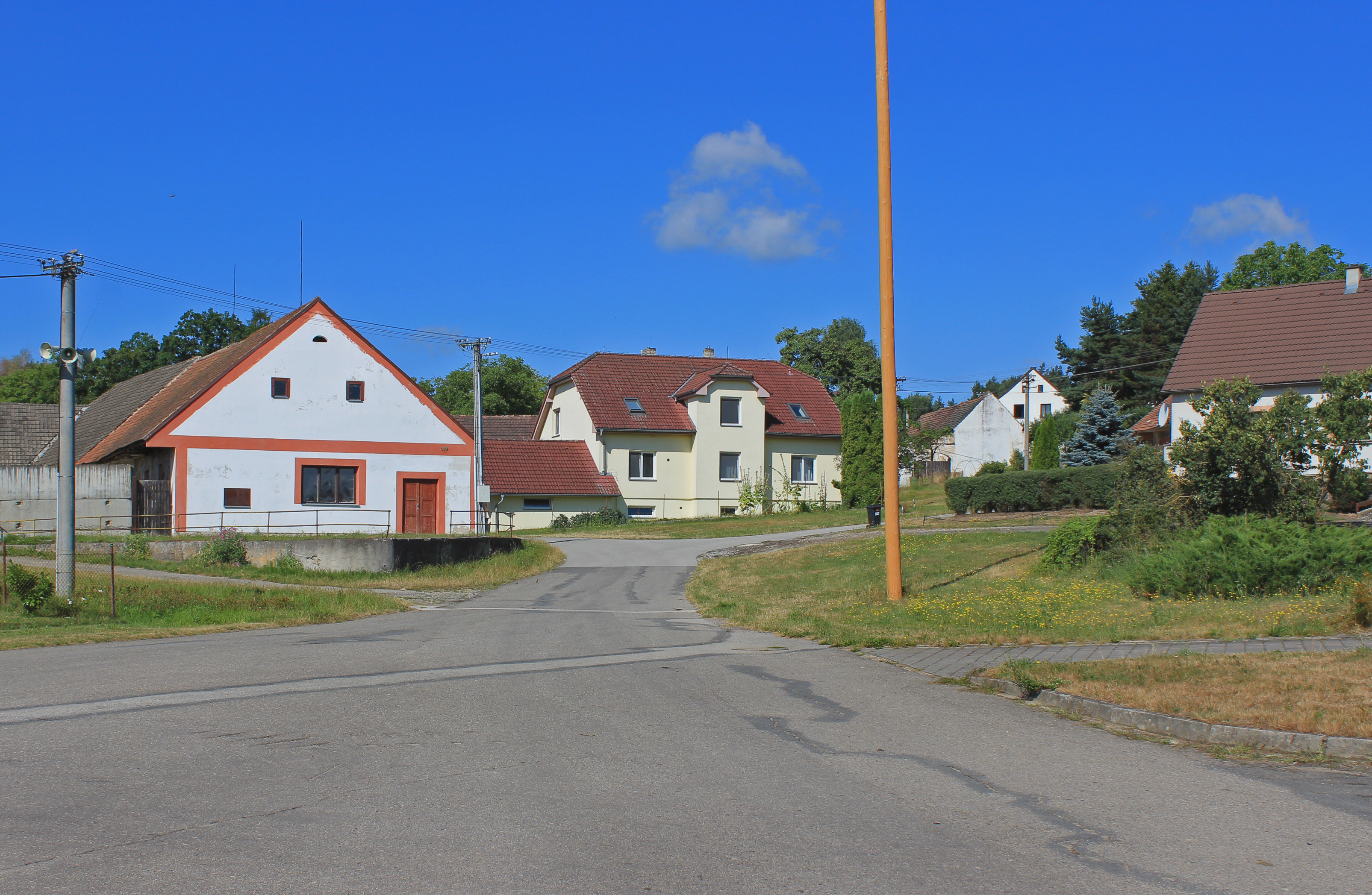
Der Dorfplatz

Das Angerdorf Velký Ratmírov befindet sich in Südböhmen in einer Teichlandschaft im Quellgebiet des Ratmírovský potok. Südlich führt die Eisenbahntrasse von Jindřichův Hradec (Neuhaus) nach Veselí nad Lužnicí vorbei, deren nächster Haltepunkt in Děbolín liegt.
Nachbarorte sind Studnice (Brunn) im Nordosten, Drahýška im Osten, Děbolín (Dieblin) im Südosten, Matná (Motten) und Ratiboř (Rothwurst) im Süden, Mnich (Münichschlag) im Südwesten, Plasná (Plasna) im Westen sowie Klenov im Nordwesten.

## Geschichte
Erstmals urkundlich erwähnt wurde das zur Herrschaft Neuhaus gehörige Dorf „Radmirow“ im Jahre 1420. Es weist einen deutschen Siedlungscharakter auf. Der Ortsname leitet sich wahrscheinlich von Ratmír von Neuhaus her. Der Zusatz „Groß-“ kommt erstmals 1568 vor, um die Ortschaft von östlich von Neuhaus gelegenen Ortschaft „Klein-Rammerschlag“ zu unterscheiden. Zuerst als „Groß-Romerschlag“ geschrieben änderte sich die Schreibweise im Jahre 1840 auf das heutige „Groß-Rammerschlag“.
In der Mitte des 16. Jahrhunderts wurde zwischen Velký Ratmírov und Děbolín Silberbergbau betrieben und in Velký Ratmírov produzierte eine Glashütte Weißglas. 1598 bestand der nach Riegerschlag gepfarrte Ort aus 33 Gehöften.
Während des Dreißigjährigen Krieges wurde der Ort im Jahre 1631 von kaiserlichen Truppen geplündert und später mehrfach gebrandschatzt. Die Matriken des Ortes werden seit 1651 bei Riegerschlag mitgeführt. Im 17. Jahrhundert war Groß Rammerschlag Sitz eines Dorfrichters. Der Ort war bis 1848 immer ein Bestandteil der Herrschaft Neuhaus. 1891 wurde eine Freiwillige Feuerwehr gegründet. Im Jahre 1896 wird eine zweiklassige Volksschule im Ort errichtet. 1908 brannte das halbe Dorf nieder und 44 Häuser und die Kapelle wurden zerstört.
Nach dem Ersten Weltkrieg und dem Friedensvertrag von Saint Germain 1919 wurde der Ort, dessen Bewohner im Jahre 1910 zu 91 % der deutschen Sprachgruppe angehörten, Bestandteil der neuen Tschechoslowakischen Republik.
In der Zwischenkriegszeit kam es durch Neubesetzung von Beamtenposten und neuen Siedlern zu einem vermehrten Zuzug von Personen tschechischer Identität. Nach dem Münchner Abkommen kam der Ort 1938 an das Deutsche Reich und wurde ein Teil des Reichsgaues Niederdonau.
Nach dem Ende des Zweiten Weltkrieges, der 20 Opfer unter den Einwohnern von Groß Rammerschlag forderte, kam die Gemeinde wieder zur Tschechoslowakei zurück. Am 30. Mai 1945 wurde der Ort, zeitgleich mit den umliegenden Orten, von militanten Tschechen besetzt. Sie nahmen acht Personen als Geiseln und vertrieben anschließend, bis auf 40 Personen, die Ortsbevölkerung und zuletzt die Geiseln über die Grenze nach Österreich. das Vermögen der deutschen Ortsbewohner wurde durch das Beneš-Dekret 108 konfisziert, die katholische Kirche in der kommunistischen Ära enteignet. 30 Personen verblieben in Österreich. 264 wurden nach Deutschland weitergeleitet und zwei wanderten nach Kanada aus.
In den 1960er Jahren erfolgte die Eingemeindung nach Jindřichův Hradec. In den nachfolgenden Jahren erfolgte der Abriss der Kapelle zum hl. Schutzengel und des Schulgebäudes.

## Wappen und Siegel
Das Gemeindesiegel wurde im Jahre 1658 von Ferdinand Wilhelm Graf Slawata von Chlumetz und Koschumberg überreicht. Es zeigt eine Rose und eine Adlerschwinge, umgeben von der Umschrift mit dem Namen der Ortschaft. Die Rose dürfte dem gräflichen Wappen entnommen sein. Dasselbe Wappen führten ebenfalls die Ortschaften Ratibor und Klein Rammerschlag.

## Bevölkerungsentwicklung
| Volkszählung | Einwohner gesamt | Volkszugehörigkeit der Einwohner | Volkszugehörigkeit der Einwohner | Volkszugehörigkeit der Einwohner |
| Jahr         | Einwohner gesamt | Deutsche                         | Tschechen                        | Andere                           |
| ------------ | ---------------- | -------------------------------- | -------------------------------- | -------------------------------- |
| 1880         | 518              | 518                              | 0                                | 0                                |
| 1890         | 490              | 469                              | 21                               | 0                                |
| 1900         | 476              | 453                              | 23                               | 0                                |
| 1910         | 420              | 384                              | 36                               | 0                                |
| 1921         | 419              | 359                              | 52                               | 8                                |
| 1930         | 382              | 331                              | 49                               | 2                                |

## Gemeindegliederung
Für die Gemeinde Velký Ratmírov sind keine Ortsteile ausgewiesen. Zu Velký Ratmírov gehören die Einschichten Prokopský Dvůr (Prokopihof), Klenovská hájovna (Klenauer Hegerhaus) und Klenovská Myslivna (Klenauer Jägerhaus).

## Sehenswürdigkeiten
- Filialkirche zu den hl. Schutzengeln 1889, vorher Kapelle
- Drei Marterln
- Vier Wegkreuze: ’s Migla Kreuz, ’s Madla Kreuz, ’s Unterschworm Kreuz, ’s Oberschwormkreuz bei der Kirche
- Pestsäule 1630, außerhalb, am Waldrand, nahe dem Bahnwärterhaus
- Kriegerdenkmal 1920

## Brauchtum
Jedes Jahr, am Sonntag nach Mariä Himmelfahrt, wurde eine Wallfahrt in das kleine tschechische Dorf Mláka (Bezirk Wittingau) zur Wallfahrtskirche unternommen.

## Persönlichkeiten
- Franz Schneider (1794–1858) – Theologe, Direktor der deutschen Oberrealschule Prag
- Mathias Wonesch (1848–1932) – Dompropst in Budweis
- Wenzel Wonesch (1868–1934) – Pädagoge, Direktor der Lehrerbildungsanstalt Budweis 1910–1930
- Johann Höfferl (1883–1940) – Geistlicher, NS-Opfer
- Wenzel Zettl (1883) – Pädagoge, Fachschriftsteller und Bürgerschullehrer in Brüx